# Ecnomiosa gerda
Ecnomiosa gerda är en armfotingsart som beskrevs av Cooper 1977. Ecnomiosa gerda ingår i släktet Ecnomiosa och familjen Kingenidae. Inga underarter finns listade i Catalogue of Life.